# 霍羅德基夫卡 (圖利欽區)
霍羅德基夫卡是烏克蘭西南部文尼察州圖利欽區霍罗德基夫卡市镇内的村庄及其行政中心。面積7.8平方公里，海拔高度160米，2001年人口6,434，人口密度每平方公里824.66人。